# Andrzej Remigiusz Popiel
Andrzej Remigiusz Popiel herbu Sulima (zm. przed 10 marca 1701 roku) – chorąży czernihowski w latach 1685-1699, sędzia kapturowy ziemi przemyskiej w 1696 roku.